# 吉用清

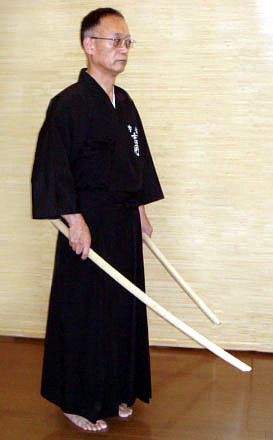
吉用清（2007年）

吉用 清（よしもち きよし、1948年〈昭和23年〉 - 2020年〈令和2年〉1月4日）は、日本の剣術家。兵法二天一流第12代宗家。居合道教士七段。剣道四段。

## 経歴
1948年、大分県宇佐市出身。父は第8代宗家・青木規矩男の高弟、五所元治。幼少時から関口流居合道、剣道を学び、高校時代から二天一流の修行を始める。その後、県外で就職したが三十代に帰郷し、地元の貴金属会社に務めながら、平成6年（1994年）に関口流、平成10年（1998年）に二天一流の免許皆伝をした。
第11代宗家・清長文哉が平成16年に次代を指名しないまま急逝したので、親族門人たちによる協議の結果、三周忌にあたる平成19年（2007年）に第12代宗家に推挙された。以降、第9代宗家・清長忠直から宇佐の地を本拠としてきた二天一流の鍛錬と伝承に務め、広く海外にも門弟を増やした。
70歳で退職し、宗家の活動に専念しようとした矢先に癌が発覚。2020年1月4日、別府市内の病院にて死去した。71歳没。先代と同じく、後継者の指名はなかった。